# Мюллер, Валентино
Валентино Мюллер (нем. Valentino Müller; род. 19 января 1999, Лустенау, Форарльберг) — австрийский футболист, полузащитник клуба «Тироль».

## Клубная карьера
Мюллер — воспитанник клубов «СВ Людеч» и «Ворарлберг». В 2015 году он подписал профессиональный контракт с «Альтахом». Для получения игровой практики Валентино в начале выступал за дублирующий состав. 25 сентября 2016 года в матче против зальцбургского «Ред Булла» он дебютировал в австрийской Бундеслиге.

## Международная карьера
В 2016 году в составе юношеской сборной Австрии Мюллер принял участие в юношеском чемпионате Европы в Азербайджане. На турнире он сыграл в матчах против команд Боснии и Герцеговины, Украины, Германии и Португалии. В поединке против украинцев Валентино забил гол.